# Christian August Friedrich Garcke

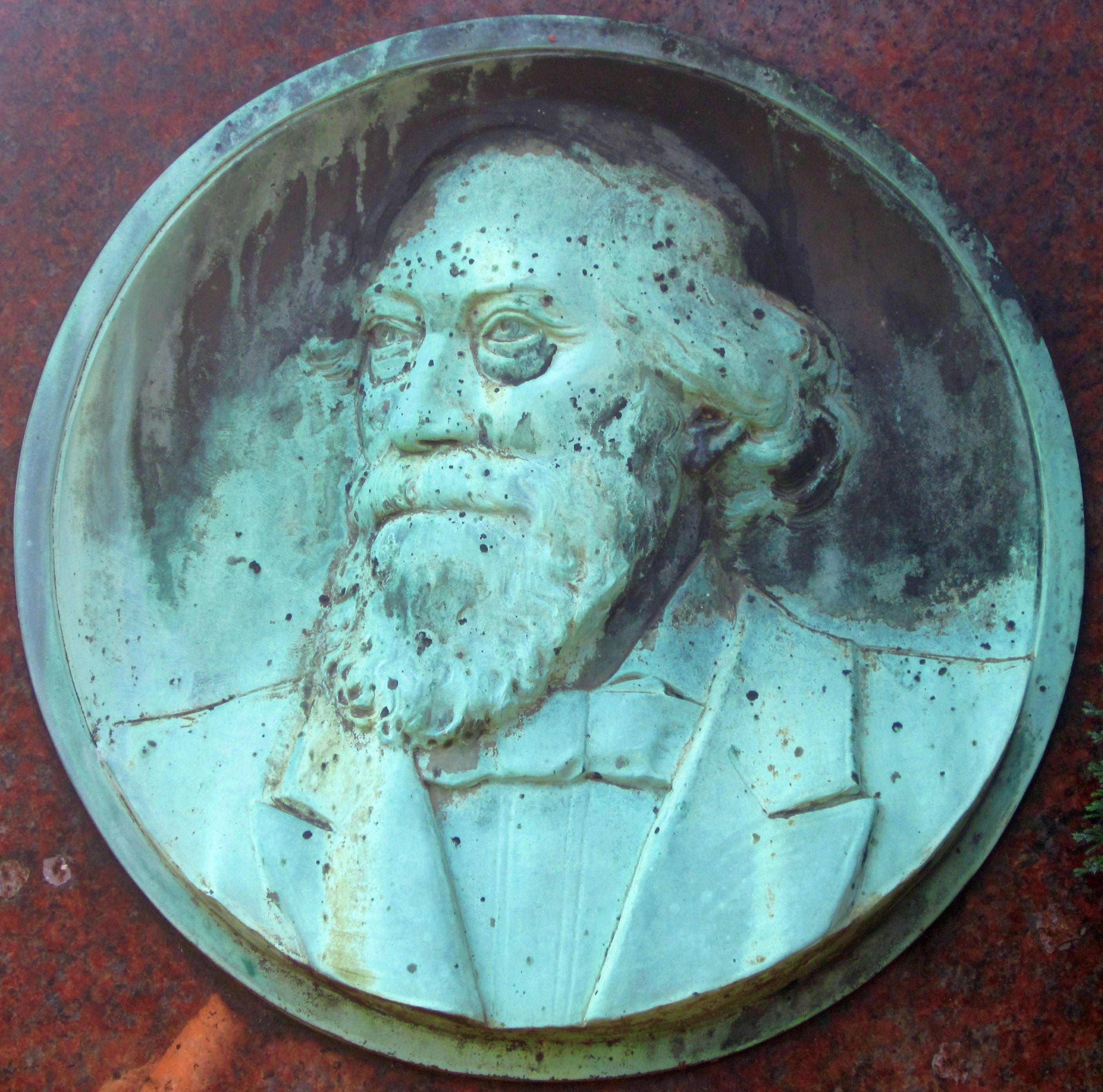
Christian August Friedrich Garcke; Porträtmedaillon am Grabstein

Christian August Friedrich Garcke (* 25. Oktober 1819 in Bräunrode; † 10. Januar 1904 in Berlin) war ein preußischer, deutscher Botaniker. Sein offizielles botanisches Autorenkürzel lautet „Garcke“.

## Leben
August Garcke war Sohn eines Oberförsters. Er studierte seit 1840 in Halle Theologie, wandte sich aber nach bestandenem Staats- und Doktorexamen (1844) endgültig der Botanik zu. Er siedelte 1851 nach Berlin um und war ab 1856 beim Königlich botanischen Museum in Berlin angestellt. Garcke wurde 1867 in die Prüfungskommission für Pharmazeuten berufen, habilitierte sich 1869 und wurde 1871 zum außerordentlichen Professor für Heilpflanzenkunde ernannt. Unter Kollegen erlangte er Ansehen als bedeutender Kenner der höheren Pflanzen Deutschlands.
August Garcke starb nach kurzer Krankheit am 10. Januar 1904 im Alter von 84 Jahren in Berlin. Sein Grab befindet sich auf dem Friedhof III der Jerusalems- und Neuen Kirche in Berlin-Kreuzberg. Als Grabstein dient ein gesockelter Zippus aus rotbraunem Granit. An der Vorderseite ist ein Porträtmedaillon eingelassen, das Lilli Wislicenus-Finzelberg geschaffen hat.

## Werke
Im Jahre 1848 erschien der erste, 1856 der zweite Teil seiner Flora von Halle. Schon 1849 gab er sein Hauptwerk, die Flora von Nord- und Mitteldeutschland heraus, das mit der 13. Auflage 1878 zur Flora von Deutschland erweitert wurde und von der 17. Auflage (1895) an illustriert war (Illustrierte Flora von Deutschland). Die 23. und letzte Auflage erschien 1972 nach langer Pause nach der 22. Auflage von 1922.
Garcke war auch Mitherausgeber einer Vielzahl botanischer Abhandlungen und von verbesserten Neuauflagen früherer Werke. Von 1867 bis 1882 war er Redakteur der Zeitschrift Linnæa, die danach eingestellt wurde.

## Sonstiges

Ehrengrab von Garcke in Berlin-Kreuzberg

Das Geburtshaus in Braunröde ist heute unter dem Namen „Garckestift“ bekannt. Es ist bewohnt und steht unter Denkmalschutz.

## Ehrungen
1892 wurde er zum Mitglied der Deutschen Akademie der Naturforscher Leopoldina gewählt.
Auf Beschluss des Berliner Senats ist die letzte Ruhestätte von Garcke auf dem Friedhof III der Jerusalems- und Neuen Kirche (Grablage 311-4-10) in Berlin-Kreuzberg seit 1973 als Ehrengrab des Landes Berlin gewidmet. Die Widmung wurde im Jahr 1999 um die inzwischen übliche Frist von zwanzig Jahren verlängert.
Nach Garcke benannt wurde eine Moosgattung Garckea Müll.Hal. aus der Familie der Ditrichaceae.

## Schriften
- Flora von Nord- und Mittel-Deutschland. Zum Gebrauche auf Exkursionen, in Schulen und beim Selbstunterricht. 8., verbesserte Auflage. Wiegandt und Hempel, Berlin 1867 (archive.org – Erstausgabe:  1849).
- Flora von Nord- und Mittel-Deutschland : zum Gebrauche auf Excursionen, in Schulen und beim Selbstunterricht. Fünfte verbesserte Auflage, Berlin: Verlag von Gustav Bosselmann, 1860 (Digitalisat)
- Franz Niedenzu (Hrsg.): August Garcke’s illustrierte Flora von Deutschland. Zum Gebrauche auf Exkursionen, in Schulen und zum Selbstunterricht. 20., umgearbeitete Auflage. Verlagsbuchhandlung Paul Parey, Berlin 1908 (22. Auflage 1922 bei archive.org).
- Konrad von Weihe (Hrsg.): Illustrierte Flora. Deutschland und angrenzende Gebiete. Gefäßkryptogamen und Blütenpflanzen. 23., völlig neu gestaltete Ausgabe. Verlag Paul Parey, Berlin/Hamburg 1972, ISBN 3-489-68034-0.